# Alfred Ziethlow
Alfred Ziethlow (* 18. Juni 1911 in Samotschin, Provinz Posen; † 2003 in Bad Salzuflen) war ein deutscher Maler und Zeichner.

## Leben
Ziethlow wurde 1911 im heutigen Szamocin in Polen geboren und lebte hier bis 1920. Seine Jugendzeit verbrachte er im westfälischen Herne, wo er nach der Schulzeit, dem Wunsch seines Vaters entsprechend, eine Ausbildung zum Kaufmann begann, diese aber abbrach, um Maler zu werden.
Nach dem Besuch der Kunstgewerbeschule Dortmund, der Folkwangschule in Essen (1933 bis 1935) und der Bremer Kunsthochschule (1935 bis 1936) studierte Ziethlow von 1936 bis 1937 Malerei an der Düsseldorfer Kunstakademie. Hier wurde er Meisterschüler von Professor Heinrich Nauen (1880–1940), einem der bedeutendsten Vertreter des „Rheinischen Expressionismus“.
Während des Zweiten Weltkriegs war Ziethlow als Soldat von 1941 bis 1943 in Russland stationiert. Aus Krankheitsgründen wurde dieser Aufenthalt jedoch 1942 unterbrochen. Für einige Zeit lebte Ziethlow in München, wo er ein Atelier in der Sendlinger Straße bezog. Bei einem der großen Bombenangriffe auf die Stadt fielen alle seine dort gelagerten Werke den Flammen zum Opfer. Zurück in seiner Heimat Samotschin, musste er 1944 vor der anrückenden Roten Armee fliehen und kam erstmals nach Lippe: Von 1945 arbeitete und lebte er fünf Jahre lang in Horn, unterrichtete dann bis 1973 das Fach „Kunst und Werbung“ an der städtischen Handelslehranstalt in Münster, um 1985 nach Lippe zurückzukehren. Bis zu seinem Tode war fortan Bad Salzuflen sein Lebensmittelpunkt.

## Werk
Als Grafiker, Maler und Zeichner galt Ziethlows künstlerisches Interesse der Darstellung von Blumenstillleben, Landschaften und Stadtansichten, hauptsächlich in Aquarell- als auch in Ölmalerei.
Zusammen mit seiner Frau unternahm er Studienreisen nach Frankreich, nach Italien und in die Schweiz.

### Auswahl
Landschafts- und Stadtansichten
- Deutschland

„Bremen“; Kreide auf Papier, 1935
„Münster“; Öl auf Leinwand, 1940
„Staffelsee bei Murnau“; Aquarell und Tusche, 1942
„Ferchensee Mittenwald“; Aquarell, 1954
„Stralsund“; Öl auf Malkarton, 1996
„Vlotho an der Weser“
- Lippe

„Bad Salzuflen“
„Externsteine“
„Varenholz“
- Frankreich

„Bootshafen von Antibes“; Aquarell auf leichtem Karton, 1969
„Arles“; Aquarell, 1964
„Paris“; Aquarell und Kohle, 1960
- Italien

„Genua“; Aquarell und Bleistift, 1935
„Fiesole“; Öl auf Leinwand, 1959
„Lago Maggiore“; Öl auf Malkarton, 1997
„Venedig“; Öl auf Faserplatte, 1982
„Torcello“; 1984
„Basilika des heiligen Antonius“ in Padova; Öl auf Malkarton, 1990
Porträts
„Bauernkopf“; Öl auf Leinwand, 1937
Stillleben
„Stillleben mit Fischen“; Öl auf Leinwand, 1936
„Blumenstrauß in einer Vase“; Öl auf Leinwand, 1944

## Mitgliedschaften
- Lippischer Künstlerbund
- Werbefachverband Westfalen
- Landesberufsverband bildender Künstler Nordrhein-Westfalen
- Gründungsmitglied der „Freien Gruppe“, ein Zusammenschluss von Künstlern, die ihre Werke in Gruppenausstellungen präsentierten